# Vilanova de Segriá
 Vilanova de Segriá  (en catalán: Vilanova de Segrià) es un municipio español de la comarca del Segriá, en la provincia de Lérida, Cataluña, situado al norte de la comarca y en el límite con la de la Noguera.

## Símbolos
- El escudo de Vilanova de Segriá se define por el siguiente blasón:

«Escudo en forma de losange con ángulos rectos: de sinople, 2 flechas de argén cayendo puestas en sotuer. Por timbre, una corona mural de pueblo.»
Fue aprobado el 18 de febrero de 1985.
Las flechas son el atributo de san Sebastián, patrón del pueblo.

## Geografía humana

### Demografía
Cuenta con una población de 1065 habitantes (INE 2024).
| Gráfica de evolución demográfica de Vilanova de Segrià entre 1842 y 2021 |
| |
| Población de derecho según los censos de población del INE Población de hecho según los censos de población del INEEn estos censos se denominaba Vilanova de Segriá: 1842, 1857, 1860, 1877, 1887, 1897, 1900, 1910, 1920, 1930, 1940, 1950, 1960, 1970 y 1981 |

| 1900 | 1930 | 1950 | 1970 | 1981 | 1986 |
| ---- | ---- | ---- | ---- | ---- | ---- |
| 494  | 659  | 672  | 781  | 705  | 689  |

## Economía
Agricultura de regadío y ganadería porcina.

## Lugares de interés
- Iglesia de Sant Sebastià, de estilo románico.